# 스차례테 아옌
스차례테 아옌(Scharllette Allen, 1991년 9월 18일 ~ )은 니카라과의 미인 대회 우승자이다. 2010년 미스 니카라과 우승자이며 미스 유니버스 2010에서 니카라과 대표로 참가했다.